# Catherine Gude
Catherine Alexandra Gude (1966) è una modella norvegese incoronata Miss International 1988.
Fu la prima rappresentante della Norvegia ad ottenere il titolo, spuntandola sulle quarantacinque concorrenti provenienti da tutto il mondo.